# Ove Mogensen
Gustav Ove Mogensen, född 1 augusti 1892 i Falun, död 22 april 1963, var en svensk elektroingenjör. Han var bror till Patrik, Mogens och Fredrik Mogensen. 
Mogensen, som var son till överlantmätare Bror Mogensen och Ruth Kjellin utexaminerades från Chalmers tekniska institut 1915. Han blev provrumsingenjör vid Motorfabriken Eck i Partille 1915, assistent hos distriktschefen vid Älvkarleby kraftverk 1916, föreståndare för AB Hallsta-Rimforsa elektricitetsverk 1918 och överingenjör vid Älvkarlebynätets elektriska centralförening 1919. Han innehade elektrisk konsultationsbyrå i Falun från 1923 och var sekreterare hos södra Siljansdalens kraftförvaltningsförening från 1924. Han grundade 1924 Falu rundradiostation, var dess föreståndare till 1939 och ombud i Dalarna för AB Radiotjänst 1940–1947. Mogensen är gravsatt på Norslunds kyrkogård i Falun.